# تانگوایوسور
تانگو یوسور

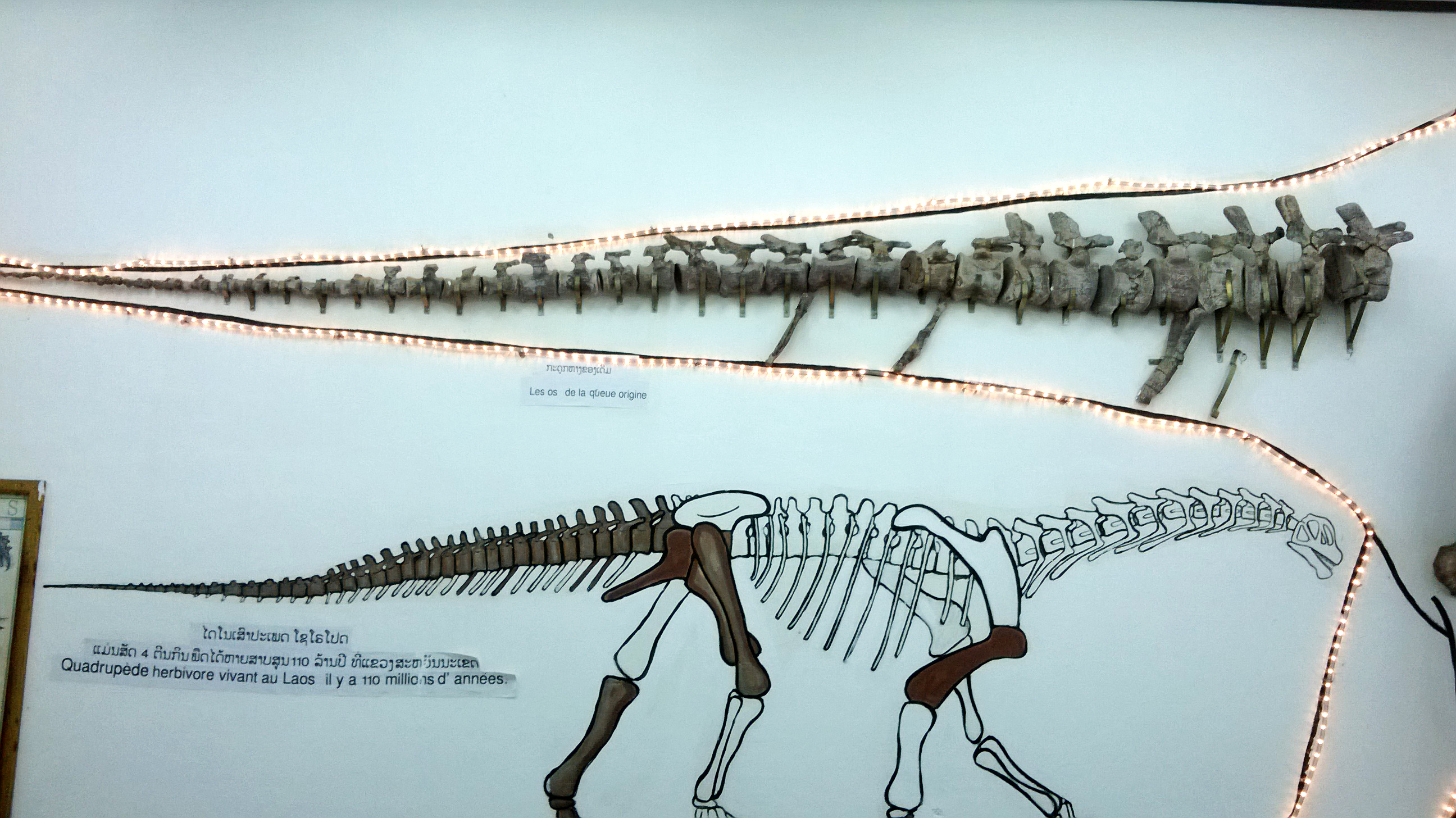
تانگوا یوسور

تانگوایوسور (نام علمی: Tangvayosaurus) نام یک گونه از زیرراسته سوسمارپاشکلان است.